# Pietro Marini

Kardinalswappen von Pietro Marini

Pietro Marini (* 5. Oktober 1794 in Rom; † 19. August 1863 ebenda) war ein italienischer Kardinal. 

## Leben
Er war der Sohn des aus Neapel stammenden Architekten Francesco Saverio Marini und dessen Ehefrau Irene De Dominicis. Getauft wurde Pietro Marini 1794 im Petersdom, sein Taufpate war Gregorio Barnaba Chiaramonti, der spätere Papst Pius VII. Pietro Marini war verwandt mit Niccolò Marini, der 1916 ebenfalls zum Kardinal erhoben wurde.
Er studierte von 1804 bis 1810 am Seminario Romano und danach an der Universität La Sapienza, wo er am 24. Juli 1814 zum Doctor iuris utriusque promoviert wurde. Er wurde zum Advokaten der Römischen Rota und 1817 zum Assessor in der Provinz Romagna ernannt, was er bis 1820 blieb. In demselben Jahr ernannte die Stadt Ravenna ihn zu ihrem Patrizier. 1821 empfing er die Niederen Weihen und wurde am 9. September desselben Jahres Referendar an den Tribunalen der Apostolischen Signatur. Nach verschiedenen kurialen Ämtern wurde er am 8. Oktober 1826 Auditor der Rota Romana. Die Priesterweihe empfing Pietro Marini am 27. Mai 1844. Vom 22. April 1845 bis zum 21. Dezember 1846 war er Gouverneur von Rom, Vize-Camerlengo der Heiligen Römischen Kirche und Generaldirektor der Polizei.
Papst Pius IX. erhob in seinem ersten Konsistorium am 21. Dezember 1846 Pietro Marini zum Kardinaldiakon, verlieh ihm zwei Tage später den Kardinalshut und am 12. April 1847 die Titeldiakonie San Nicola in Carcere.
Pietro Marini starb im Alter von 68 Jahren und wurde in der Kirche seiner Titeldiakonie San Nicola in Carcere beigesetzt.